# حصن هواشوكا
حصن هواشوكا هو منشأة عسكرية تابعة للولايات المتحدة الأمريكية في جنوب شرقي ولاية أريزونا على بعد 15 كلم من الحدود مع المكسيك. و هي موقع تمركز الجيش التاسع للإشارة، ومركز الاستخبارات العسكرية بالإضافة إلى نظام اتصالات ثانوي للجيش ومصلحة اختبار الأسلحة ومصلحة اختبار أدوات حرب إلكترونية. وقد سلط الضوء على هذه المنشأة من قبل الإعلام خاصة بعد ظهور إدعاءات بأنها تحوي مركزا للتدريب على التعذيب بعد أحداث سجن أبو غريب. حيث يتم هناك تطوير طرق التعذيب. وتشير بعض التقارير الإعلامية أن الضابطة كارولين وود المسؤولة عن جرائم سجن أبو غريب قد تم ترقيتها ونقلها من العراق إلى الحصن وحيث أصبحت مدرسة لطرق الاستجواب.[بحاجة لمصدر]

## المناخ
يظهر الجدول التالي التغييرات المناخية على مدار السنة لحصن هواشوكا:
| البيانات المناخية لـحصن هواشوكا                            | البيانات المناخية لـحصن هواشوكا | البيانات المناخية لـحصن هواشوكا | البيانات المناخية لـحصن هواشوكا | البيانات المناخية لـحصن هواشوكا | البيانات المناخية لـحصن هواشوكا | البيانات المناخية لـحصن هواشوكا | البيانات المناخية لـحصن هواشوكا | البيانات المناخية لـحصن هواشوكا | البيانات المناخية لـحصن هواشوكا | البيانات المناخية لـحصن هواشوكا | البيانات المناخية لـحصن هواشوكا | البيانات المناخية لـحصن هواشوكا | البيانات المناخية لـحصن هواشوكا |
| الشهر                                                      | يناير                           | فبراير                          | مارس                            | أبريل                           | مايو                            | يونيو                           | يوليو                           | أغسطس                           | سبتمبر                          | أكتوبر                          | نوفمبر                          | ديسمبر                          | المعدل السنوي                   |
| ---------------------------------------------------------- | ------------------------------- | ------------------------------- | ------------------------------- | ------------------------------- | ------------------------------- | ------------------------------- | ------------------------------- | ------------------------------- | ------------------------------- | ------------------------------- | ------------------------------- | ------------------------------- | ------------------------------- |
| الدرجة القصوى °ف (°م)                                      | 81 (27)                         | 84 (29)                         | 88 (31)                         | 96 (36)                         | 104 (40)                        | 104 (40)                        | 105 (41)                        | 101 (38)                        | 102 (39)                        | 99 (37)                         | 89 (32)                         | 81 (27)                         | 105 (41)                        |
| متوسط درجة الحرارة الكبرى °ف (°م)                          | 58.8 (14.9)                     | 61.6 (16.4)                     | 67.3 (19.6)                     | 74.1 (23.4)                     | 81.5 (27.5)                     | 90.9 (32.7)                     | 89.3 (31.8)                     | 87.3 (30.7)                     | 84.6 (29.2)                     | 77.3 (25.2)                     | 67.0 (19.4)                     | 59.4 (15.2)                     | 74.9 (23.8)                     |
| متوسط درجة الحرارة الصغرى °ف (°م)                          | 33.8 (1.0)                      | 35.9 (2.2)                      | 40.8 (4.9)                      | 46.1 (7.8)                      | 53.6 (12.0)                     | 63.0 (17.2)                     | 65.3 (18.5)                     | 63.5 (17.5)                     | 59.7 (15.4)                     | 51.0 (10.6)                     | 40.1 (4.5)                      | 34.6 (1.4)                      | 49.0 (9.4)                      |
| أدنى درجة حرارة °ف (°م)                                    | 1 (−17)                         | 4 (−16)                         | 18 (−8)                         | 23 (−5)                         | 32 (0)                          | 38 (3)                          | 44 (7)                          | 46 (8)                          | 35 (2)                          | 24 (−4)                         | 10 (−12)                        | 6 (−14)                         | 1 (−17)                         |
| الهطول إنش (مم)                                            | 1.08 (27)                       | 0.94 (24)                       | 0.77 (20)                       | 0.27 (6.9)                      | 0.23 (5.8)                      | 0.50 (13)                       | 3.83 (97)                       | 3.44 (87)                       | 1.73 (44)                       | 0.86 (22)                       | 0.74 (19)                       | 1.09 (28)                       | 15.47 (393)                     |
| متوسط تساقط الثلوج إنش (سم)                                | 1.2 (3.0)                       | 2.0 (5.1)                       | 1.1 (2.8)                       | 0.2 (0.51)                      | 0.0 (0.0)                       | 0.0 (0.0)                       | 0.0 (0.0)                       | 0.0 (0.0)                       | 0.0 (0.0)                       | 0.0 (0.0)                       | 0.5 (1.3)                       | 1.9 (4.8)                       | 6.9 (18)                        |
| المصدر: http://www.wrcc.dri.edu/cgi-bin/cliMAIN.pl?az3120. |                                 |                                 |                                 |                                 |                                 |                                 |                                 |                                 |                                 |                                 |                                 |                                 |                                 |

## أعلام
- مايك فالون
- جين كورتيز
- روبرت أ. مكلور
- تيموثي كريمر
- كورنيليوس كول سميث جونيور
- ديفيد ستيوارت باركر
- جون هنري